# Michaelus thordesa
Michaelus thordesa is een vlinder uit de familie van de Lycaenidae. De wetenschappelijke naam van de soort werd als Thecla thordesa in 1867 gepubliceerd door William Chapman Hewitson.

## Synoniemen
- Thecla vieca Schaus, 1902
- Thecla zenaida Dyar, 1912
- Thecla pyrostegia J. & W. Zikán, 1968 [nomen nudum]